# C-130J (航空機)
C-130J スーパーハーキュリーズ
アメリカ空軍州兵用のC-130J
- 用途：戦術輸送
- 分類：輸送機
- 製造者：ロッキード（ロッキード・マーティン）社
- 運用者

  -  アメリカ合衆国（空軍、海兵隊、沿岸警備隊）
  -  オーストラリア（オーストラリア空軍）
  -  イギリス（イギリス空軍）他
- 初飛行：1996年4月5日
- 生産数：500機（2022年3月時点）[1]
- 運用開始：1999年
- 運用状況：現役
- ユニットコスト：6,200万USドル（2008年）
- 原型機：C-130A-H ハーキュリーズ
- 派生型：KC-130J

C-130Jは、アメリカ合衆国製の軍用輸送機であり、ロッキード・マーティン社の前身の1つであるロッキード社のC-130 ハーキュリーズの新世代型として開発された航空機である。愛称はスーパー・ハーキュリーズ（英：Super Hercules）。

## 概要
従来のC-130に代わる新世代型として1991年から開発されたのが、このC-130Jである。
従来型の基本設計はそのままに、新型ミッションコンピューターを導入し、コックピットを大型ディスプレイ4つ（5つないし6つのバージョンもある）に小型ディスプレイ5つ、そして入力装置からなるグラスコックピットに改修しており、ボーイング787やボーイング737の一部機体に装備されている釣り下げ型ホログラフ式HUDを装備している。これにより完全に2人乗務での飛行が可能となったため、航法士やフライトエンジニアが搭乗する必要はなくなり、人件費の削減に貢献している。ただ、オブザーバーなどの追加の搭乗員用に第3の座席が設けられている他、航法士席の部分に追加乗員用のステーションをオプションで設置可能である。
その他にも、エンジンをロールス・ロイス/アリソン製のAE 2100D3に換装、プロペラをハミルトン・スタンダード製の平面型四翅（54H60）から、ダウティ・ロートル製の三日月形六翅（R391）に変更している。これらの改修により最大速度や上昇性能、航続距離が従来型より向上し、離陸滑走距離はさらに減少した。翼下の増槽は取り外されているが、装備することは可能である。また、従来型では一部にしか装備されなかった空中給油の受油装置もオプションで装備可能であり、イスラエルはフライングブーム式のリセプタクル、イギリス、イタリア、インドはホースアンドドローグ式のプローブを装備している。
ローンチカスタマーはイギリス空軍で、現在ハーキュリーズ C.1/C.3（C-130K）の後継として導入している。その他、アメリカ空軍は通常型に加えてEC-130/HC-130/MC-130の後継と、ハリケーン・ハンター用としても導入している。

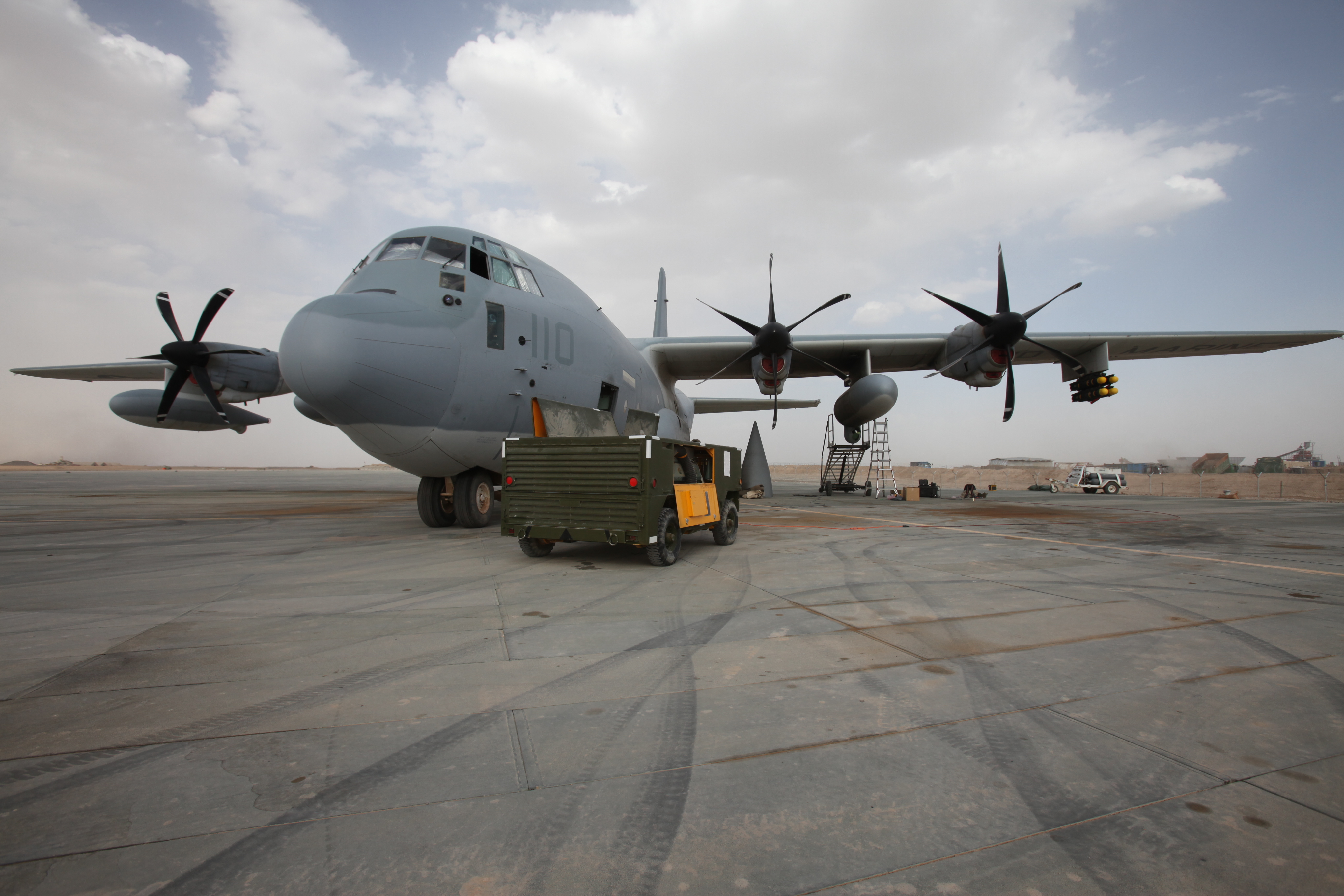
KC-130J ハーベストホーク
左翼外側にヘルファイアミサイル4発を搭載している

アメリカ海兵隊が採用した空中給油機型のKC-130Jは、ISR（インテリジェンス、監視、偵察）兵装キットを組み込むことにより監視任務および30mm機関砲、ヘルファイア対戦車ミサイル、誘導爆弾を用いての地上部隊への火力支援が提供できる。これはハーベストホークと呼ばれ、地域制圧のような精度を必要としない任務に用いられる。
純粋な輸送機型の売れ筋は胴体延長型のC-130J-30で、通常型はほぼ派生型のベース機として生産されている。
20年以上に渡って生産され、2020年時点の採用国は20か国以上に上るが、生産数は500機程度と、H型の1,087機より少なく、E型の491機より若干多い程度しかない。C-130を運用している国は多いにもかかわらず、かつてほど生産されていない背景としてあるのは、従来型が長く大量生産された関係でまだ後継機を必要とする国が少ないこと、中古機の購入や既存機の近代化改修にも一定の需要があること、競合機がほぼ存在しなかった頃に比べてより大型のエアバス A400Mや同クラスのエンブラエル C-390など選択肢が増えていることが挙げられる。

## バリエーション

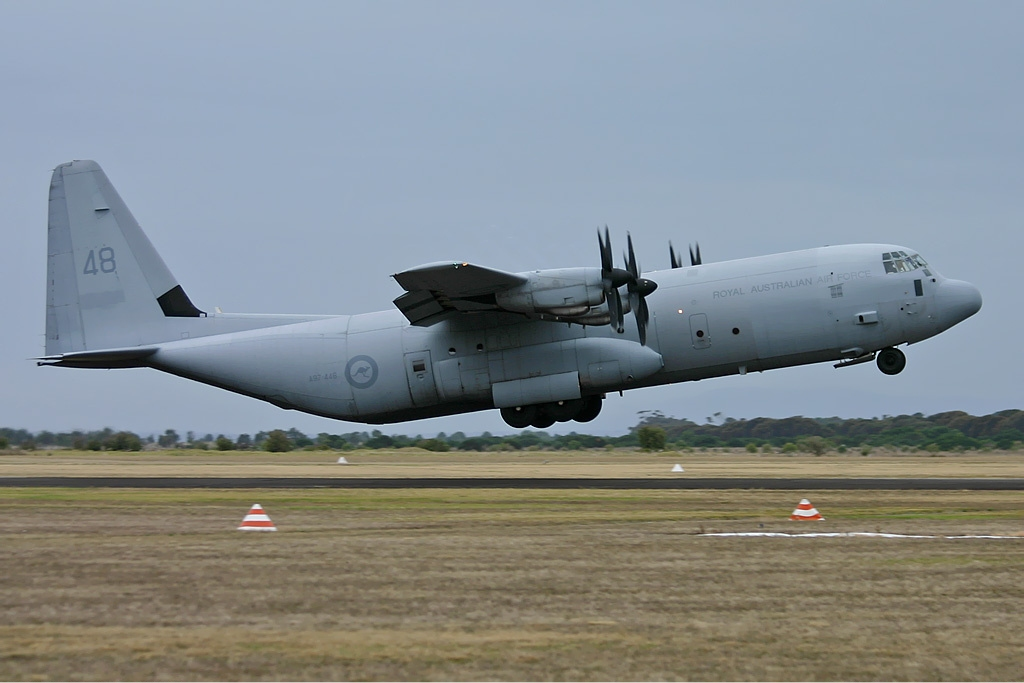
オーストラリア空軍のC-130J-30

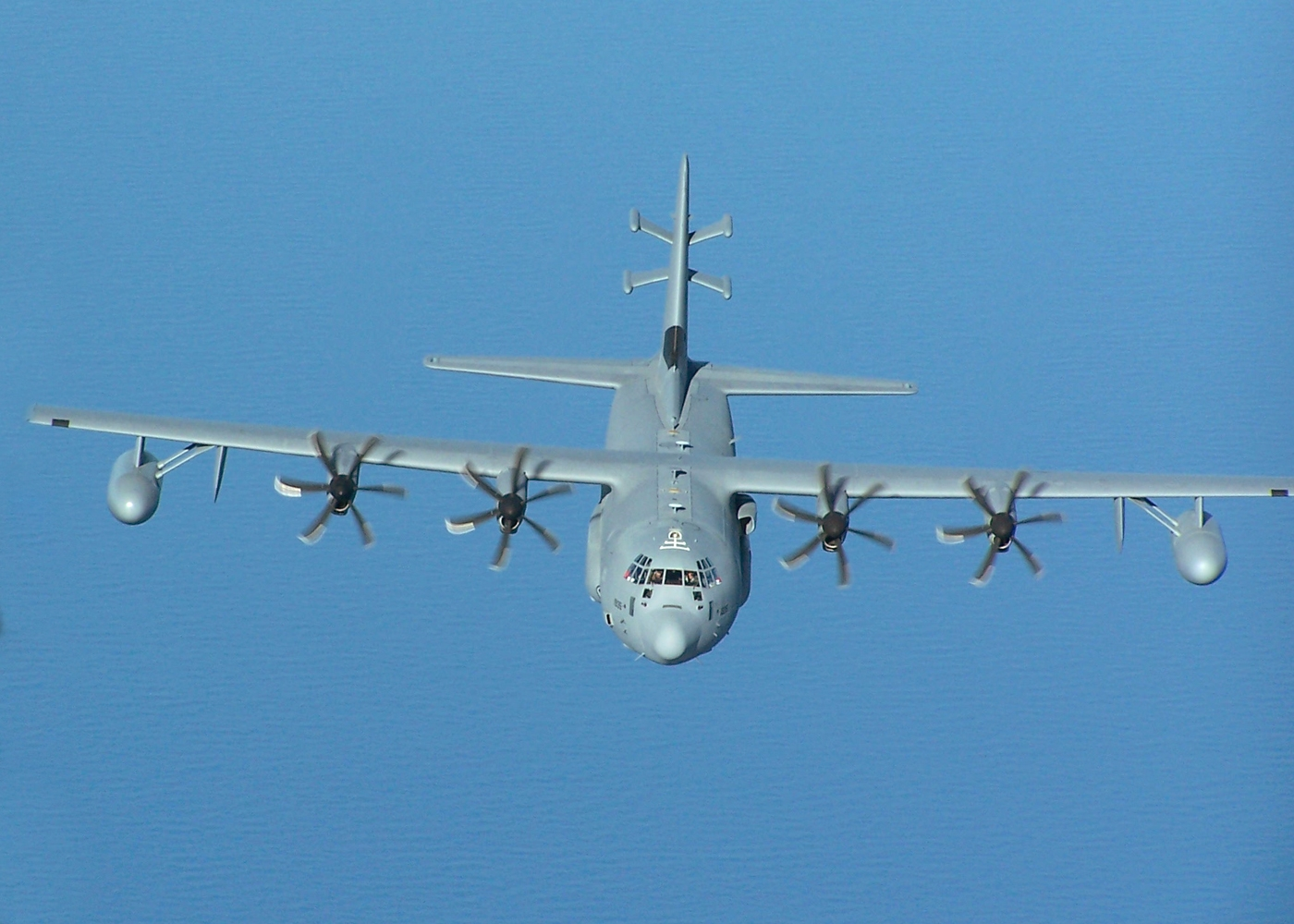
アメリカ空軍のEC-130J

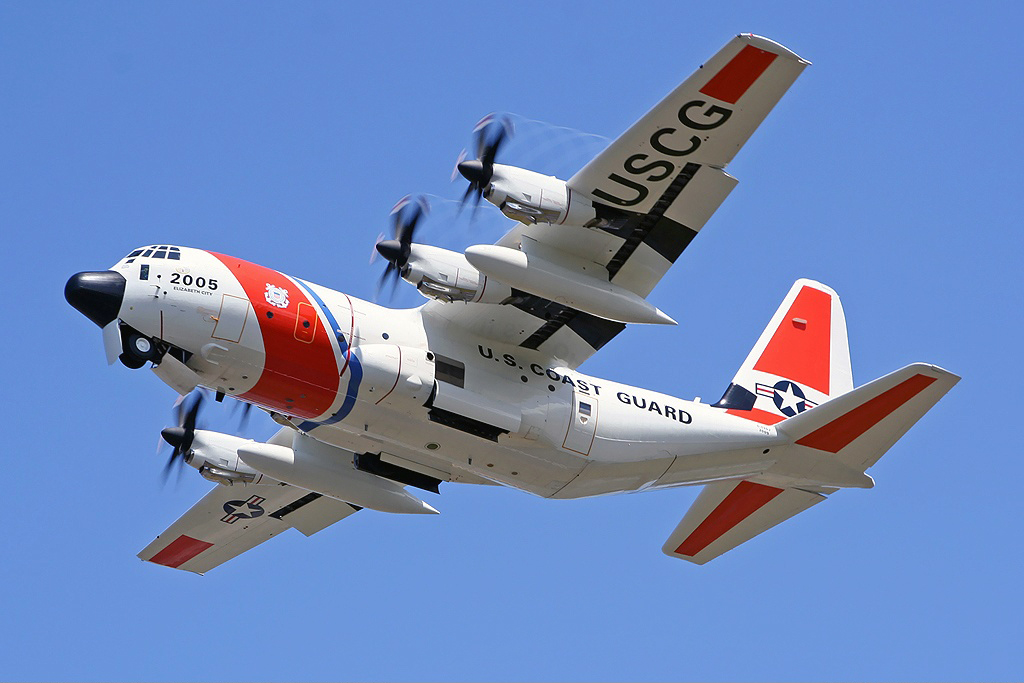
アメリカ沿岸警備隊のHC-130J

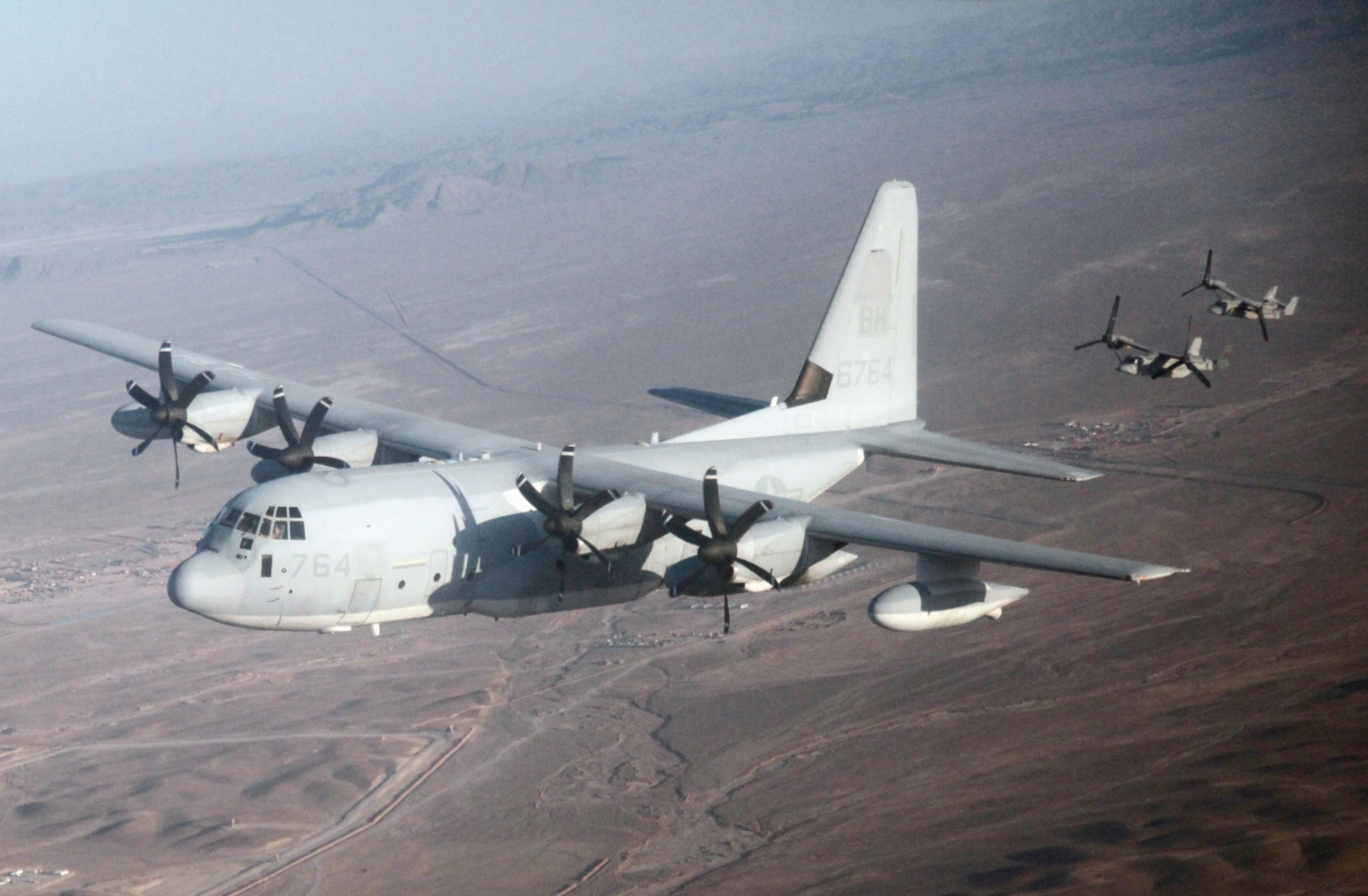
アメリカ海兵隊のKC-130J

C-130J
基本型。
C-130J-30
胴体を4.57m延長し、34.36mとしたストレッチモデル。
AC-130J
ガンシップ型。愛称はゴーストライダー。
EC-130J
心理戦・情報戦活動型。愛称はコマンド・ソロIII。敵対地域におけるラジオ・テレビを使ったプロパガンダ放送やビラ投下などを任務とする。2003年11月初飛行。
HC-130J
捜索救難機型。アメリカ沿岸警備隊は海上哨戒、物資輸送も兼務する多目的型のHC-130Hから移行中。
アメリカ空軍向けはコンバット・キングIIと呼ばれる。通算2,500機目のC-130はこのコンバット・キングIIとして配備されたものだった。
KC-130J
空中給油機の機能を付与したもの。
MC-130J
特殊部隊支援機型。愛称はコマンドーIIあるいはコンバット・シャドウII。
SC-130J
海上哨戒機型として計画。愛称はシー・ハーキュリーズ。
WC-130J
ハリケーンやサイクロンを観測する、アメリカ空軍のハリケーン・ハンター型。愛称はウェザーバード。
CC-130J
カナダ軍向けC-130J-30の名称。なお、アメリカ国防総省の形式登録プログラムの都合で、アメリカのC-130J-30がこの形式を名乗っていた時期があった。
ハーキュリーズ C.4
イギリス空軍向けのC-130J-30。
ハーキュリーズ C.5
イギリス空軍向けのC-130J。
C-130XJ
胴体を短縮し、電子機器などを簡素化した廉価版。現在開発中。
LM-100J
C-130J-30の民間型。2014年2月3日に計画のローンチが発表され、2017年5月25日に初飛行した。

## 運用国

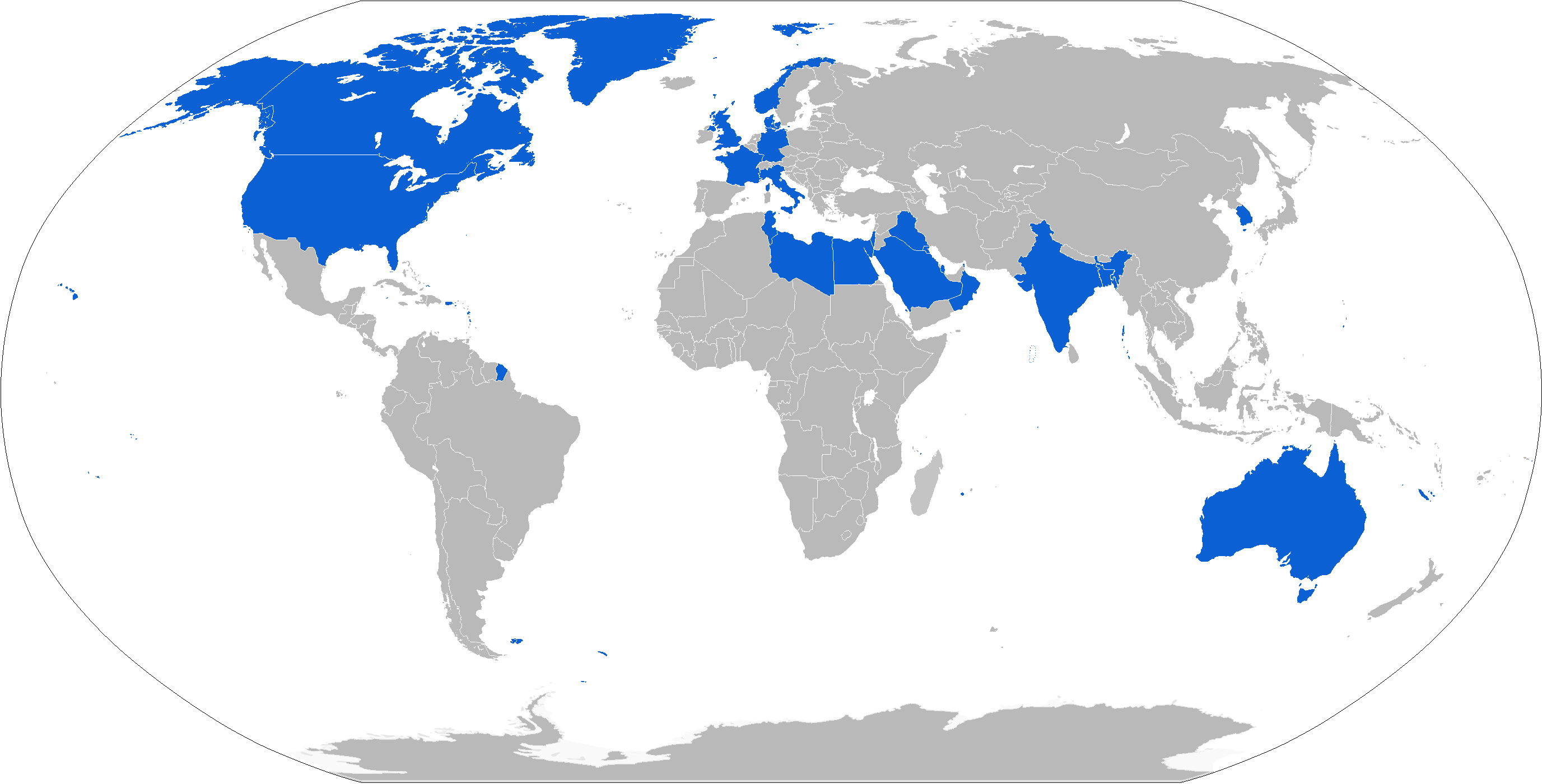
C-130Jを採用した国

アメリカ合衆国
- アメリカ空軍

92機 （C-130J-30：62機、C-130J：10機、EC-130J：3機、HC-130J：2機、MC-130J（コマンドーII）：1機、WC-130J：10機）
- アメリカ沿岸警備隊

7機（HC-130J）
- アメリカ海兵隊

45機（KC-130J：44機、ブルーエンジェルスの輸送支援機「ファットアルバート」に元イギリス空軍機のC.5：1機）
 イギリス
- イギリス空軍

24機（C.4：14機、C.5：10機） 欧州NATO軍を中心に量産続くエアバス A400Mの調達に伴い、C.5は2019年までに退役して他国に売却された。C.4も2023年までに退役予定。
 イスラエル
- イスラエル航空宇宙軍

C-130J-30を9機発注
 イタリア
- イタリア空軍

21機（C-130J：4機、C-130J-30：10機、KC-130J：7機）
 イラク
- イラク治安部隊（再軍備後の西側空軍組織）

C-130J-30を6機発注し、2016年5月現在3機を保有。
 インドネシア
- インドネシア空軍

C-130J-30を5機発注し、2023年2月に初号機を受領。
 インド
- インド空軍

C-130J-30を6機、さらに6機を追加発注。2024年時点で、10機のC-130J-30を保有。
 エジプト
- エジプト空軍

C-130Jを2機発注
 オーストラリア
- オーストラリア空軍

C-130J-30：12機
 オマーン
- オマーン空軍

C-130J-30を2012年に1機、C-130Jを2014年に2機受領。
 カタール
- カタール空軍

C-130J-30：4機
 カナダ
- カナダ空軍

CC-130J：17機
 韓国
- 大韓民国空軍

C-130J-30を2014年に4機受領予定
 クウェート
- クウェート空軍

KC-130Jを3機発注
 サウジアラビア
- サウジアラビア空軍

C-130J-30を20機、KC-130Jを5機発注、2016年3月に2機のKC-130Jを受領。
 チュニジア
- チュニジア空軍（アラブの春終結後親米新政府）

C-130J-30を2013年、2014年に1機ずつ受領。2機保有。
 デンマーク
- デンマーク空軍

C-130J-30：4機
 トルコ
- トルコ空軍

イギリス空軍の退役機12機を購入、2026年に受領予定と報じられている。
 ニュージーランド
- ニュージーランド空軍

2019年に5機のC-130Hの後継として、C-130J-30を11機発注した。2024～25年の間に受領する予定。
 ノルウェー
- ノルウェー空軍

C-130J-30を4機保有していたが、ノルウェー国内で起きた2012年の事故で、1機喪失した。重視するPKO活動に支障が出るとして、純増分含めC-130Jを2機追加発注中。
 バーレーン
- バーレーン空軍

元イギリス空軍のC.5 1機を保有。
 バングラデシュ
- バングラデシュ空軍

元イギリス空軍のC.5を2018年に3機、2019年に2機の計5機を受領。さらに追加発注を検討。
 リビア
- リビア空軍

C-130Jを2機発注。
 ドイツ /  フランス
C-130Jを4機から6機配備予定、フランスを拠点とする共同の輸送機部隊で運用する。2020年2月までに、C-130J-30とKC-130J各2機がオルレアンの第123オルレアン＝ブリシー空軍基地に配備された

## 仕様
出典: Jackson, Paul (2004). Jane's All the World's Aircraft 2004-2005. Jane's Publishing Company Ltd.. pp. 700-702. ISBN 978-0710626141
諸元
- 乗員: 2名
- 定員: 　
  - C-130J: 兵員92名（空挺隊員であれば64名）
  - C-130J-30: 兵員128名（空挺隊員であれば92名）
- ペイロード: (2.5G)
  - C-130J: 18,955 kg (41,790 lb)
  - C-130J-30: 17,264 kg (38,061 lb)
- 全長: 　
  - C-130J: 29.79 m (97 ft 9 in)
  - C-130J-30: 34.37 m (112 ft 9 in)
- 全高: 11.84 m (38 ft 10 in)
- 翼幅: 40.41 m (132 ft 7 in)
- 翼面積: 162.12 m2 (1,745.0 sq ft)
- 貨物室: L12.50×W3.05×H2.74m（L41×W10×H9ft）
- 空虚重量: 　
  - C-130J: 34,274 kg (75,562 lb)
  - C-130J-30: 35,966 kg (79,291 lb)
- 最大離陸重量: 　
  - 標準: 70,305 kg (155,000 lb)
  - 過積載: 79,380 kg (175,000 lb)

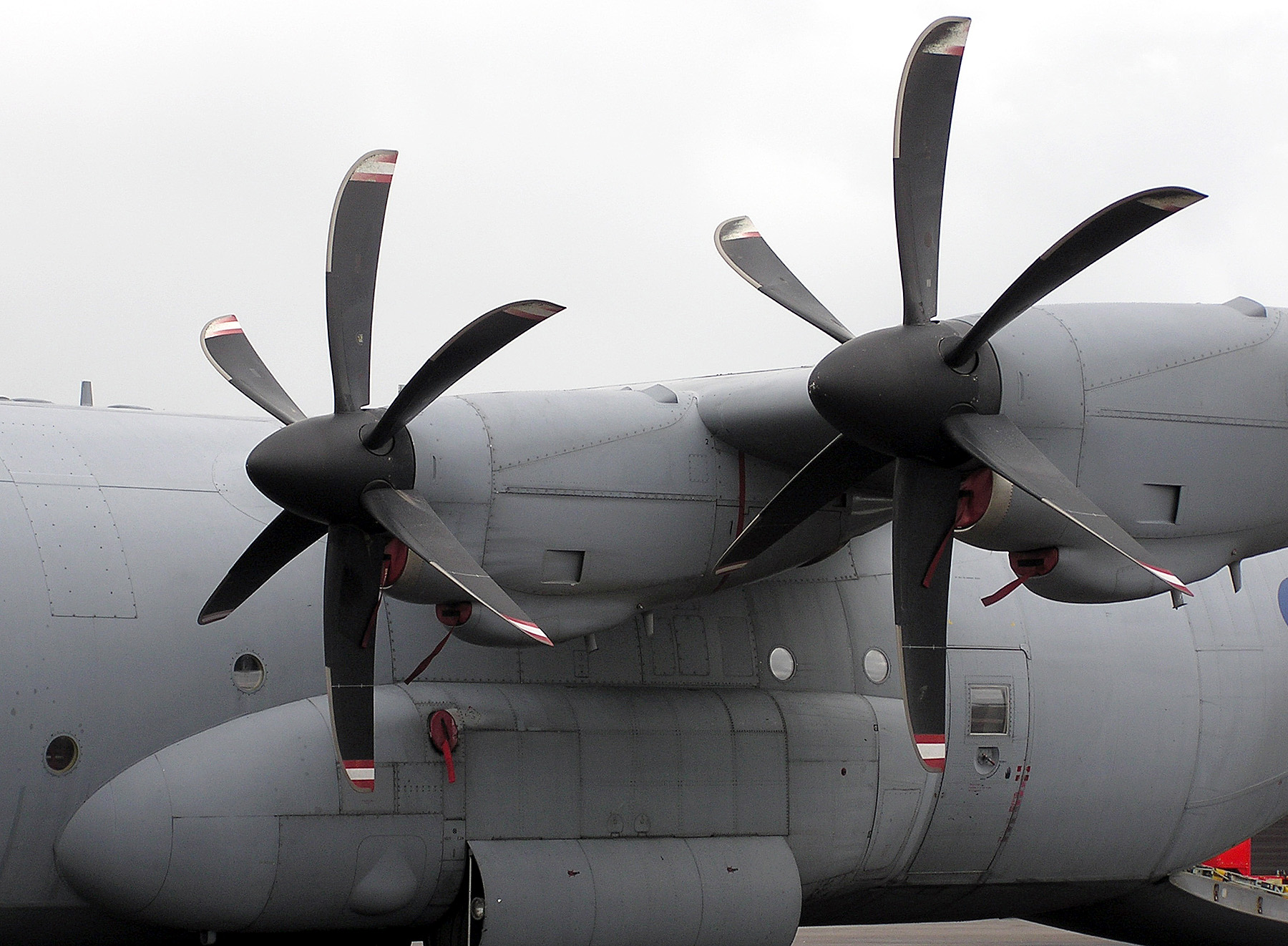
プロペラ
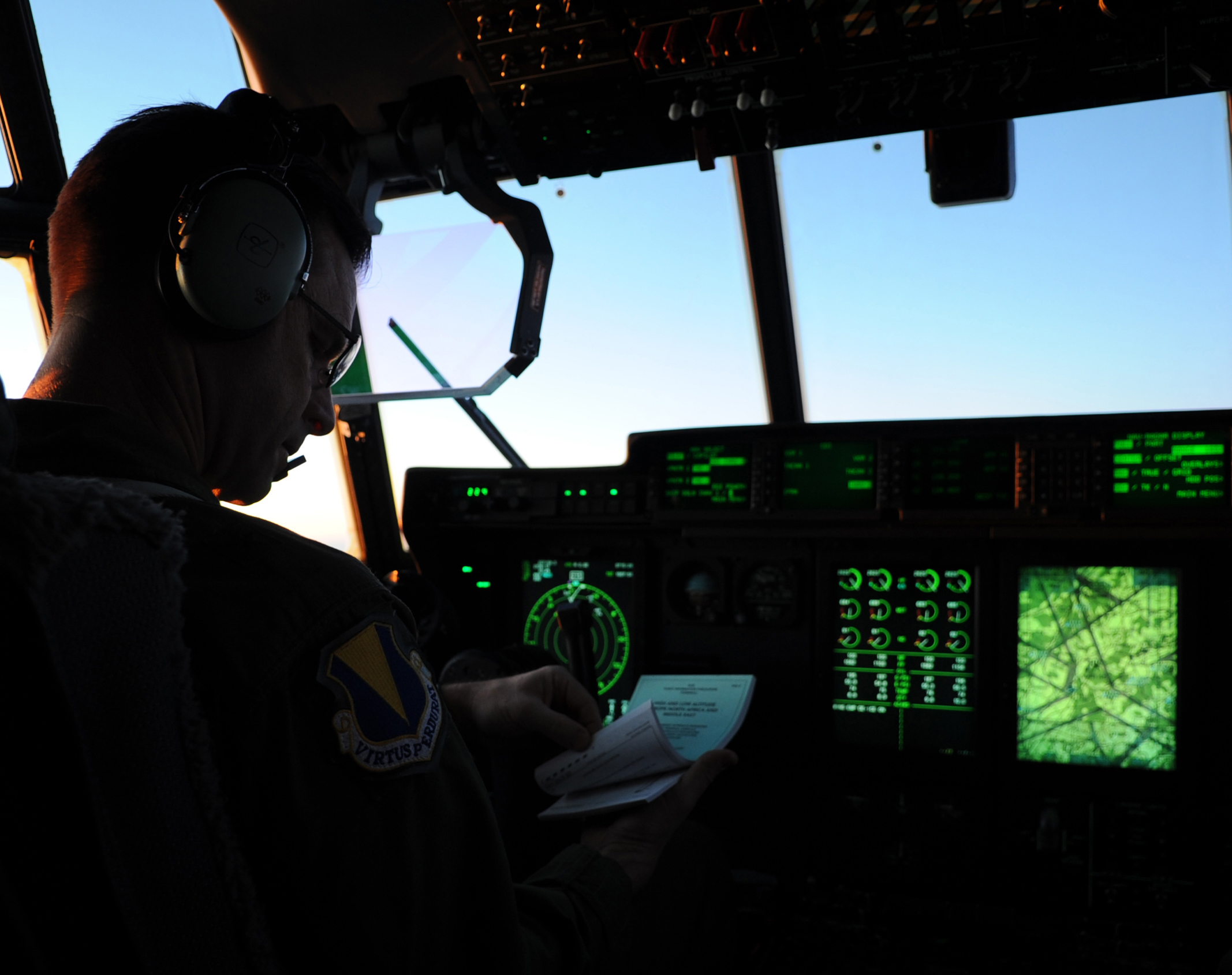
コックピット
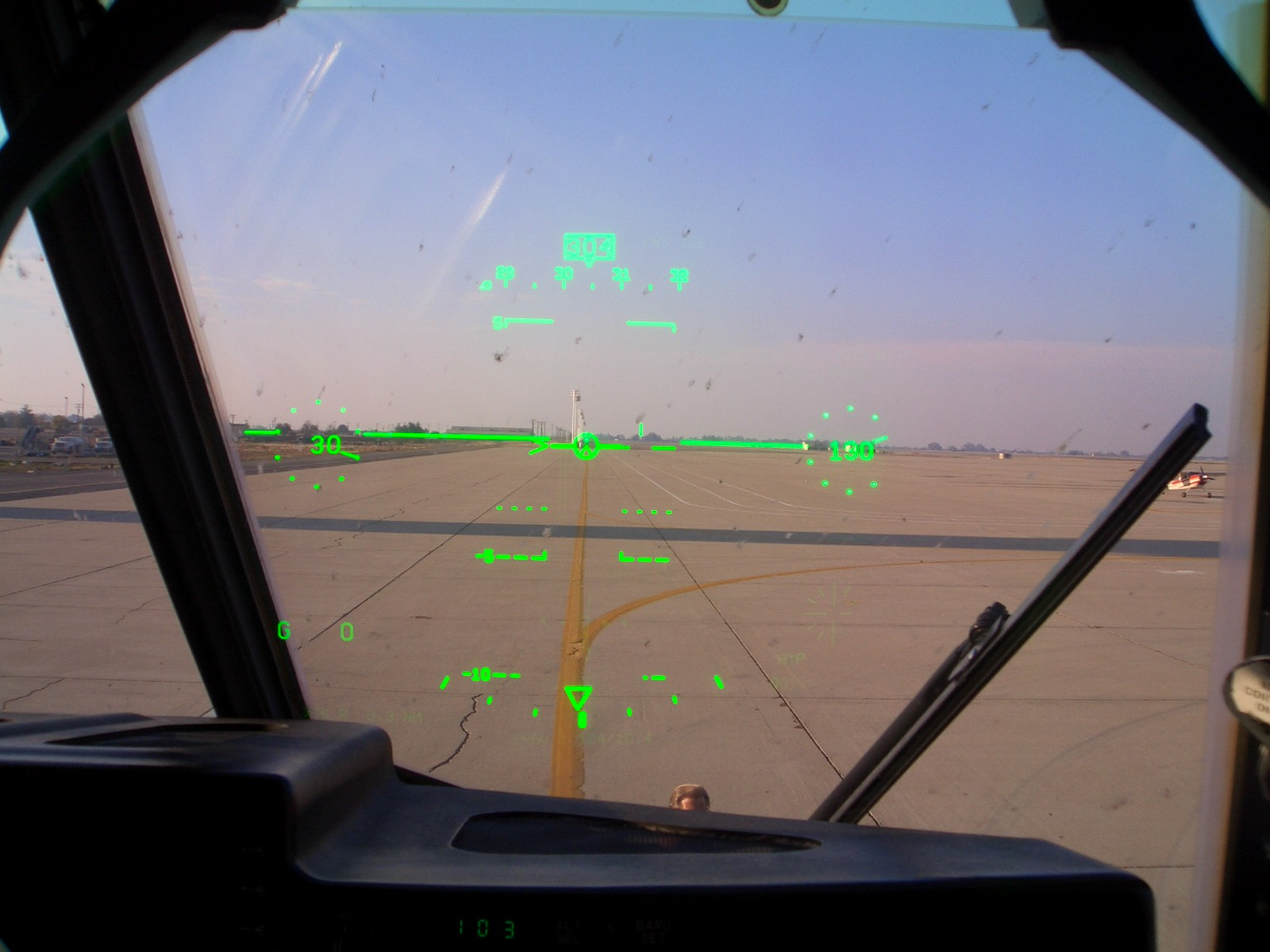
副操縦士のHUD
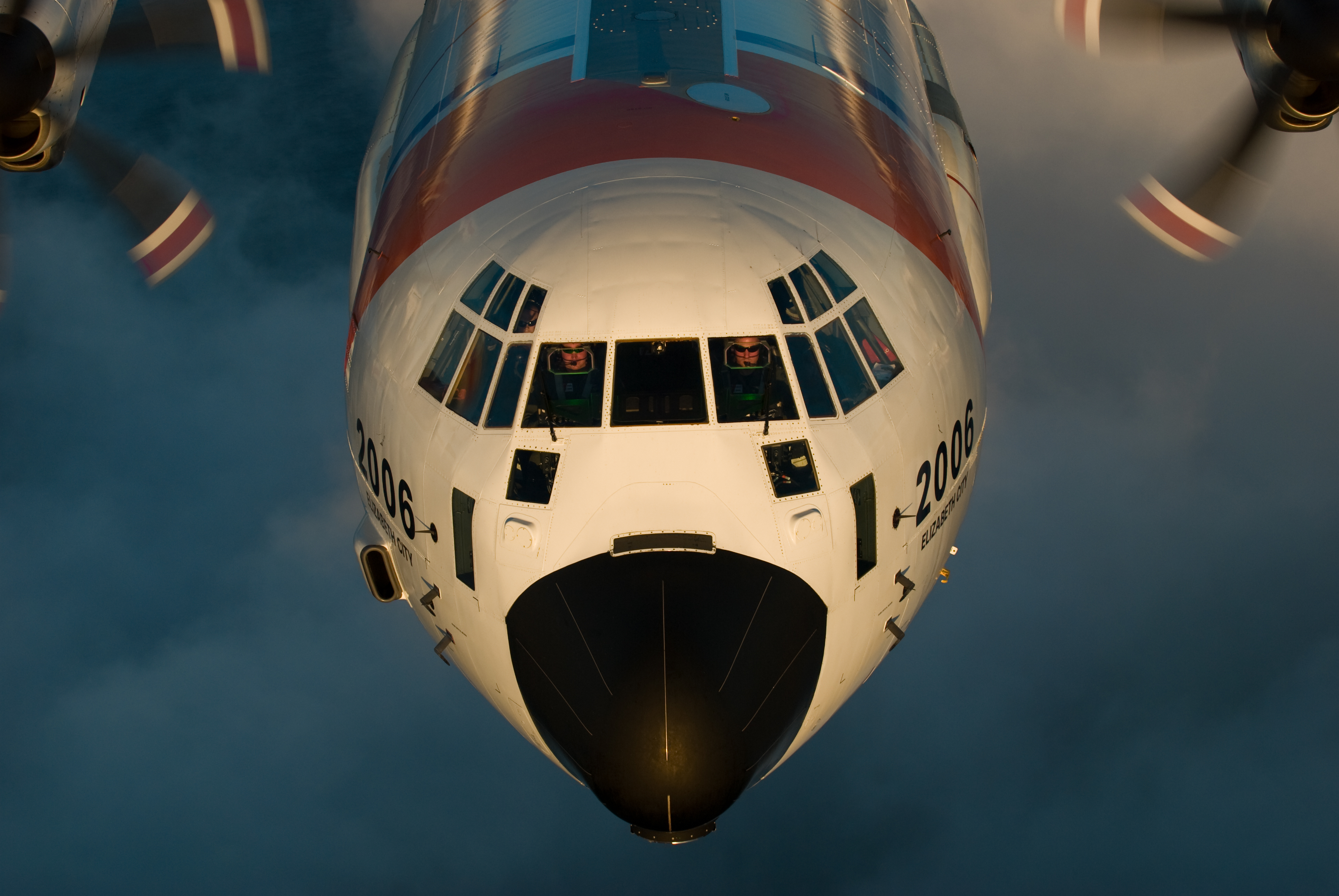
機首

- 動力: ロールス・ロイス/アリソン・エンジン社製AE2100-D3 ターボプロップエンジン、3,424 kW （4,591 shp）   × 4基

性能
- 超過禁止速度: 700 km/h （378ノット）
- 巡航速度: 645 km/h （348ノット）
- 失速速度: 185 km/h （100ノット）
- 航続距離: 5,250 km （2,835海里） ※ペイロード18,144 kg、予備燃料Mil-C-5011A
- 実用上昇限度: 9,315 m（30,560 ft） ※66,680 kg AUW時
- 上昇率: 640 m/分 （2,100 ft/分）
- 離陸滑走距離: 930 m （3,050 ft）
- 着陸滑走距離: 427 m（1,400 ft） ※58,967 kg AUW時
- 最短離陸滑走距離: 549 m (1,800 ft)
- 翼面荷重: 433.7 kg/m2 （88.83 lb/sq ft）
- 馬力荷重（プロペラ）: 5.14 kg/kW （8.11 lb/shp）

- プロペラ
- コックピット
- 副操縦士のHUD
- 機首

### 比較
|                  | C-2                                                    | A400M                                    | C-17                                | Y-20          | C-130J                              | KC-390                                                 | An-178                                     | Il-276                                    |
| ---------------- | ------------------------------------------------------ | ---------------------------------------- | ----------------------------------- | ------------- | ----------------------------------- | ------------------------------------------------------ | ------------------------------------------ | ----------------------------------------- |
| 画像             |                                                        |                                          |                                     |               |                                     |                                                        |                                            |                                           |
| 乗員             | 3名                                                    | 3-4名                                    | 2-4名                               | 3名           | 3-6名                               | 2名                                                    | 3名                                        | 2名                                       |
| 全長             | 43.9 m                                                 | 45.1 m                                   | 53.0 m                              | 47.0 m        | 29.79 m                             | 35.20 m                                                | 32.95 m                                    | 33.2 m                                    |
| 全幅             | 44.4 m                                                 | 42.4 m                                   | 51.8 m                              | 50.0 m        | 40.41 m                             | 35.05 m                                                | 28.84 m                                    | 30.1 m                                    |
| 全高             | 14.2 m                                                 | 14.7 m                                   | 16.8 m                              | 15.0 m        | 11.84 m                             | 11.84 m                                                | 10.14 m                                    | 10.0 m                                    |
| 空虚重量         | 69.0 t                                                 | 76.5 t                                   | 128.1 t                             | 100 t         | 34.25 t                             | 51 t                                                   | ―                                          | ―                                         |
| 基本離陸重量     | 120 t                                                  | ―                                        | 263 t                               | ―             | 70.305 t                            | ―                                                      | ―                                          | ―                                         |
| 最大離陸重量     | 141 t                                                  | 136.5 t                                  | 265.35 t                            | 220 t         | 79.38 t                             | 81.0 t                                                 | 51.0 t                                     | 68.0 t                                    |
| 最大積載量       | 32 t（2.5G） 36 t（2.25G）                             | 30 t（2.5G）                             | 77.519 t                            | 66 t          | 19.050 t                            | 26 t                                                   | 18.0 t                                     | 20.0 t                                    |
| 貨物室 （L×W×H） | 15.65×4.0×4.0m                                         | 17.71×4.0×3.85m                          | 26.83×5.49×3.76m                    | 20.0×4.0×4.0m | 16.76×3.02×2.74m                    | 18.5×3.4×3.0m                                          | 16.65×2.748×2.75m                          | ―                                         |
| 発動機           | CF6-80C2K1F×2                                          | TP400-D6×4                               | F117-PW-100×4                       | D-30KP-2×4    | AE2100-D3×4                         | V2500-E5×2                                             | D-436-148FM×2                              | PD-14M×2                                  |
| 発動機           | ターボファン                                           | ターボプロップ                           | ターボファン                        | ターボファン  | ターボプロップ                      | ターボファン                                           | ターボファン                               | ターボファン                              |
| 巡航速度         | マッハ0.81                                             | マッハ0.68-0.72 781 km/h （高度9,450 m） | マッハ0.74 830 km/h （高度8,530 m） | マッハ0.75    | マッハ0.59 671 km/h （高度6,700 m） | マッハ0.80 870 km/h                                    | マッハ0.77 825 km/h                        | マッハ0.75 810 km/h                       |
| 航続距離         | 0 t/9,800 km 20 t/7,600 km 30 t/5,700 km 36 t/4,500 km | 0 t/8,710 km 20 t/6,390 km 30 t/4,540 km | 0 t/9,815 km 72 t/4,630 km          | 0 t/7,500 km  | 0 t/6,445 km 16.3 t/3,150 km        | 0 t/6,241 km 14 t/5,019 km 23 t/2,722 km 26 t/2,000 km | 0 t/5,500 km 5.0 t/4,700km 18.0 t/1,000 km | 0 t/7,300 km 4.5 t/6,000 km 20 t/3,250 km |
| 最短離陸滑走距離 | 500 m                                                  | 770 m                                    | 1,000 m                             | 600 - 700 m   | 600 m                               | 1,100 m                                                | ―                                          | 1,050 m                                   |
| 生産数（-2023）  | 19                                                     | 119                                      | 279                                 | 68            | 500                                 | 9                                                      | 2                                          | 0                                         |
| 運用状況         | 現役                                                   | 現役                                     | 現役                                | 現役          | 現役                                | 現役                                                   | 実用試験中                                 | 開発中                                    |